# Coppa Nordamericana di bob 2022
La Coppa Nordamericana di bob 2022, ufficialmente denominata IBSF Bobsleigh North American Cup 2021/22, è stata l'edizione 2021-2022 del circuito continentale nordamericano del bob, manifestazione organizzata annualmente dalla Federazione Internazionale di Bob e Skeleton; è iniziata il 7 novembre 2021 a Whistler, in Canada, e si è conclusa il 20 dicembre 2021 a Lake Placid, negli Stati Uniti d'America.
Sono state disputate ventiquattro gare, otto per le donne e sedici per gli uomini, distribuite in tre tappe tenutesi in altrettante differenti località.

## Calendario
| Tappa  | Località    | Data                | Donne     | Uomini    | Uomini        |
| Tappa  | Località    | Data                | Bob a due | Bob a due | Bob a quattro |
| ------ | ----------- | ------------------- | --------- | --------- | ------------- |
| 1      | Whistler    | 7–14 novembre 2021  | ●●●       | ●●●       | ●●●           |
| 2      | Park City   | 27–29 novembre 2021 | ●●        | ●●        | ●●            |
| 3      | Lake Placid | 13–20 dicembre 2021 | ●●●       | ●●●       | ●●●           |
| Totale | Totale      | Totale              | 8         | 8         | 8             |

## Risultati

### Donne
| Data             | Località    | Specialità | Prime classificate                             | Seconde classificate                                                        | Terze classificate                               |
| ---------------- | ----------- | ---------- | ---------------------------------------------- | --------------------------------------------------------------------------- | ------------------------------------------------ |
| 12 novembre 2021 | Whistler    | A due      | Alysia Rissling Eden Wilson Canada             | Brittany Reinbolt Lake Kwaza Stati Uniti e Bianca Ribi Leah Walkeden Canada | non assegnato                                    |
| 13 novembre 2021 | Whistler    | A due      | Alysia Rissling Eden Wilson Canada             | Brittany Reinbolt Lake Kwaza Stati Uniti                                    | Bianca Ribi Leah Walkeden Canada                 |
| 14 novembre 2021 | Whistler    | A due      | Alysia Rissling Eden Wilson Canada             | Brittany Reinbolt Nicole Brungardt Stati Uniti                              | Jazmine Fenlator-Victorian Audra Segree Giamaica |
| 28 novembre 2021 | Park City   | A due      | Brittany Reinbolt Nicole Brungardt Stati Uniti | Nicole Vogt Emily Renna Stati Uniti                                         | Alysia Rissling Eden Wilson Canada               |
| 29 novembre 2021 | Park City   | A due      | Brittany Reinbolt Nicole Brungardt Stati Uniti | Nicole Vogt Emily Renna Stati Uniti                                         | Alysia Rissling Eden Wilson Canada               |
| 18 dicembre 2021 | Lake Placid | A due      | Nicole Vogt Jasmine Jones Stati Uniti          | Ashleigh Werner Tia-Clair Toomey Australia                                  | Brittany Reinbolt Nicole Brungardt Stati Uniti   |
| 19 dicembre 2021 | Lake Placid | A due      | Nicole Vogt Nicole Brungardt Stati Uniti       | Ashleigh Werner Tia-Clair Toomey Australia                                  | Brittany Reinbolt Emily Renna Stati Uniti        |
| 20 dicembre 2021 | Lake Placid | A due      | Nicole Vogt Emily Renna Stati Uniti            | Ashleigh Werner Tia-Clair Toomey Australia                                  | Brittany Reinbolt Jasmine Jones Stati Uniti      |

### Uomini
| Data             | Località    | Specialità | Primi classificati                                                          | Secondi classificati                                                          | Terzi classificati                                                            |
| ---------------- | ----------- | ---------- | --------------------------------------------------------------------------- | ----------------------------------------------------------------------------- | ----------------------------------------------------------------------------- |
| 7 novembre 2021  | Whistler    | A due      | Taylor Austin Daniel Sunderland Canada                                      | Frank Delduca Dakota Lynch Stati Uniti                                        | Li Chunjian Wu Qingze Cina                                                    |
| 8 novembre 2021  | Whistler    | A due      | Taylor Austin Chris Patrician Canada                                        | Frank Delduca Boone Niederhofer Stati Uniti                                   | Suk Young-jin Park Chang-hyun Corea del Sud                                   |
| 9 novembre 2021  | Whistler    | A due      | Taylor Austin Daniel Sunderland Canada                                      | Frank Delduca Adrian Adams Stati Uniti                                        | Suk Young-jin Kim Tae-yang Corea del Sud                                      |
| 12 novembre 2021 | Whistler    | A quattro  | Taylor Austin Daniel Sunderland Shaq Murray-Lawrence Chris Patrician Canada | Frank Delduca Adrian Adams Boone Niederhofer Kyle Wilcox Stati Uniti          | Suk Young-jin Chae Byung-do Park Chang-hyun Kim Tae-yang Corea del Sud        |
| 13 novembre 2021 | Whistler    | A quattro  | Taylor Austin Daniel Sunderland Shaq Murray-Lawrence Mark Mlakar Canada     | Suk Young-jin Chae Byung-do Park Chang-hyun Kim Tae-yang Corea del Sud        | Frank Delduca Martin Christofferson Boone Niederhofer Kyle Wilcox Stati Uniti |
| 14 novembre 2021 | Whistler    | A quattro  | Taylor Austin Daniel Sunderland Shaq Murray-Lawrence Chris Patrician Canada | Frank Delduca Adrian Adams Boone Niederhofer Kyle Wilcox Stati Uniti          | Suk Young-jin Chae Byung-do Park Chang-hyun Kim Tae-yang Corea del Sud        |
| 27 novembre 2021 | Park City   | A due      | Frank Delduca Boone Niederhofer Stati Uniti                                 | Suk Young-jin Kim Tae-yang Corea del Sud                                      | Taylor Austin Daniel Sunderland Canada                                        |
| 27 novembre 2021 | Park City   | A due      | Frank Delduca Adrian Adams/Kyle Wilcox Stati Uniti                          | Taylor Austin Chris Patrician Canada                                          | Suk Young-jin Chae Byung-do Corea del Sud                                     |
| 28 novembre 2021 | Park City   | A quattro  | Frank Delduca Adrian Adams Kyle Wilcox Boone Niederhofer Stati Uniti        | Taylor Austin Shaq Murray-Lawrence Daniel Sunderland Chris Patrician Canada   | Tyler Hickey Martin Christofferson Manteo Mitchell Chris Avery Stati Uniti    |
| 29 novembre 2021 | Park City   | A quattro  | Taylor Austin Shaq Murray-Lawrence Mark Mlakar Chris Patrician Canada       | Frank Delduca Martin Christofferson Kyle Wilcox Boone Niederhofer Stati Uniti | Tyler Hickey David Simon Manteo Mitchell Chris Avery Stati Uniti              |
| 13 dicembre 2021 | Lake Placid | A due      | Frank Delduca Kyle Wilcox Stati Uniti                                       | Sun Kaizhi Wu Zhitao Cina                                                     | Taylor Austin Chris Patrician Canada                                          |
| 14 dicembre 2021 | Lake Placid | A due      | Frank Delduca Boone Niederhofer Stati Uniti                                 | Taylor Austin Jay Dearborn Canada                                             | Sun Kaizhi Wu Qingze Cina                                                     |
| 15 dicembre 2021 | Lake Placid | A due      | Frank Delduca Manteo Mitchell Stati Uniti                                   | Tyler Hickey David Simon Stati Uniti                                          | Sun Kaizhi Wu Zhitao Cina                                                     |
| 18 dicembre 2021 | Lake Placid | A quattro  | Taylor Austin Daniel Sunderland Chris Patrician Shaq Murray-Lawrence Canada | Tyler Hickey David Simon Manteo Mitchell Martin Christofferson Stati Uniti    | Frank Delduca Adrian Adams Kyle Wilcox Boone Niederhofer Stati Uniti          |
| 19 dicembre 2021 | Lake Placid | A quattro  | Frank Delduca Adrian Adams Kyle Wilcox Boone Niederhofer Stati Uniti        | Taylor Austin Daniel Sunderland Shaq Murray-Lawrence Chris Patrician Canada   | Tyler Hickey David Simon Bryce Cheek Martin Christofferson Stati Uniti        |
| 20 dicembre 2021 | Lake Placid | A quattro  | Taylor Austin Daniel Sunderland Shaq Murray-Lawrence Chris Patrician Canada | Frank Delduca Adrian Adams Kyle Wilcox Boone Niederhofer Stati Uniti          | Tyler Hickey David Simon Manteo Mitchell Martin Christofferson Stati Uniti    |

## Classifiche

### Sistema di punteggio[2]
| Piazzamento | 1   | 2   | 3   | 4  | 5  | 6  | 7  | 8  | 9  | 10 | 11 | 12 | 13 | 14 | 15 | 16 | 17 | 18 | 19 | 20 | 21 | 22 | 23 | 24 | 25 | 26 | 27 | 28 | 29 | 30 |
| Punti       | 120 | 110 | 102 | 96 | 92 | 88 | 84 | 80 | 76 | 72 | 68 | 64 | 60 | 56 | 52 | 48 | 44 | 40 | 37 | 34 | 31 | 28 | 25 | 22 | 20 | 18 | 16 | 14 | 12 | 10 |

## Classifiche

### Sistema di punteggio[2]
| Piazzamento | 1   | 2   | 3   | 4  | 5  | 6  | 7  | 8  | 9  | 10 | 11 | 12 | 13 | 14 | 15 | 16 | 17 | 18 | 19 | 20 | 21 | 22 | 23 | 24 | 25 | 26 | 27 | 28 | 29 | 30 |
| Punti       | 120 | 110 | 102 | 96 | 92 | 88 | 84 | 80 | 76 | 72 | 68 | 64 | 60 | 56 | 52 | 48 | 44 | 40 | 37 | 34 | 31 | 28 | 25 | 22 | 20 | 18 | 16 | 14 | 12 | 10 |

### Bob a due donne
| Pos. | Pilota                     | Nazione     | WHI-1 | WHI-2 | WHI-3 | PKC-1 | PKC-2 | LAK-1 | LAK-2 | LAK-3 | Punti |
| ---- | -------------------------- | ----------- | ----- | ----- | ----- | ----- | ----- | ----- | ----- | ----- | ----- |
| 1    | Brittany Reinbolt          | Stati Uniti | 2     | 2     | 2     | 1     | 1     | 3     | 3     | 3     | 876   |
| 2    | Alysia Rissling            | Canada      | 1     | 1     | 1     | 3     | 3     | 6     | 6     | 5     | 832   |
| 3    | Jazmine Fenlator-Victorian | Giamaica    | 4     | 4     | 3     | 5     | 4     | 5     | 4     | 4     | 766   |
| 4    | Bianca Ribi                | Canada      | 2     | 3     | DNF   | 4     | 5     | 4     | 5     | 6     | 676   |
| 5    | Nicole Vogt                | Stati Uniti | -     | -     | -     | 2     | 2     | 1     | 1     | 1     | 580   |
| 6    | Riley Compton              | Stati Uniti | -     | -     | -     | 6     | 6     | 9     | 8     | 9     | 408   |
| 7    | Carrie Russell             | Giamaica    | DNS   | DNS   | -     | DSQ   | 8     | 7     | 7     | 7     | 332   |
| 8    | Ashleigh Werner            | Australia   | -     | -     | -     | -     | -     | 2     | 2     | 2     | 330   |
| 9    | Trần Thị Đoan Trang        | Vietnam     | -     | -     | -     | 8     | -     | 8     | 9     | 8     | 316   |
| 10   | Emily Pickett              | Canada      | 5     | 5     | DNS   | -     | -     | -     | -     | -     | 184   |

### Bob a due uomini
| Pos. | Pilota                  | Nazione           | WHI-1 | WHI-2 | WHI-3 | PKC-1 | PKC-2 | LAK-1 | LAK-2 | LAK-3 | Punti |
| ---- | ----------------------- | ----------------- | ----- | ----- | ----- | ----- | ----- | ----- | ----- | ----- | ----- |
| 1    | Frank Delduca           | Stati Uniti       | 2     | 2     | 2     | 1     | 1     | 1     | 1     | 1     | 930   |
| 2    | Taylor Austin           | Canada            | 1     | 1     | 1     | 3     | 2     | 3     | 2     | 5     | 876   |
| 3    | Suk Young-jin           | Corea del Sud     | 5     | 3     | 3     | 2     | 3     | 6     | 5     | 4     | 784   |
| 4    | Tyler Hickey            | Stati Uniti       | 8     | 6     | DNF   | 5     | 5     | 5     | 4     | 2     | 650   |
| 5    | Edson Luques Bindilatti | Brasile           | 9     | 11    | 7     | 7     | 6     | 7     | 7     | 8     | 648   |
| 6    | Pat Norton              | Canada            | 7     | 14    | 6     | 11    | 8     | 8     | 6     | 6     | 632   |
| 7    | Geoffrey Gadbois        | Stati Uniti       | 4     | 5     | 4     | 4     | 4     | 4     | DNS   | -     | 572   |
| 8    | Axel Brown              | Trinidad e Tobago | 6     | 8     | DNF   | 6     | 7     | 10    | 8     | 9     | 568   |
| 9    | Adam Edelman            | Israele           | 10    | 10    | 9     | 10    | 9     | 11    | 11    | 12    | 568   |
| 10   | Shanwayne Stephens      | Giamaica          | 11    | 7     | DNF   | 8     | 16    | 9     | 9     | 7     | 516   |

### Bob a quattro uomini
| Pos. | Pilota                  | Nazione       | WHI-1 | WHI-2 | WHI-3 | PKC-1 | PKC-2 | LAK-1 | LAK-2 | LAK-3 | Punti |
| ---- | ----------------------- | ------------- | ----- | ----- | ----- | ----- | ----- | ----- | ----- | ----- | ----- |
| 1    | Taylor Austin           | Canada        | 1     | 1     | 1     | 2     | 1     | 1     | 2     | 1     | 940   |
| 2    | Frank Delduca           | Stati Uniti   | 2     | 3     | 2     | 1     | 2     | 3     | 1     | 2     | 884   |
| 3    | Tyler Hickey            | Stati Uniti   | 7     | 7     | 5     | 3     | 3     | 2     | 3     | 3     | 778   |
| 4    | Edson Luques Bindilatti | Brasile       | 4     | 4     | 4     | 6     | 5     | 4     | 4     | 5     | 752   |
| 5    | Suk Young-jin           | Corea del Sud | 3     | 2     | 3     | 4     | 4     | 6     | DNF   | 4     | 690   |
| 6    | Shanwayne Stephens      | Giamaica      | 6     | 8     | 7     | 5     | 8     | 7     | 6     | 7     | 680   |
| 7    | Dražen Silić            | Croazia       | 8     | 6     | 6     | 7     | 7     | 8     | 7     | DNS   | 588   |
| 8    | Evan O'Hanlon           | Australia     | 11    | 10    | 9     | 10    | 12    | 9     | 8     | 8     | 588   |
| 9    | Adam Edelman            | Israele       | 9     | 9     | 8     | 9     | 10    | -     | -     | -     | 380   |
| 10   | Sun Kaizhi              | Cina          | -     | -     | -     | -     | -     | 5     | 5     | 6     | 272   |

### Combinata uomini
Per il trofeo della combinata maschile vengono presi in considerazione tutti i risultati ottenuti nelle discipline del bob a due e del bob a quattro, a patto che i piloti siano presenti in entrambe le graduatorie delle singole specialità.
| Pos. | Nome pilota             | Nazione       | Punti |
| ---- | ----------------------- | ------------- | ----- |
| 1    | Taylor Austin           | Canada        | 1816  |
| 2    | Frank Delduca           | Stati Uniti   | 1814  |
| 3    | Suk Young-jin           | Corea del Sud | 1474  |
| 4    | Tyler Hickey            | Stati Uniti   | 1428  |
| 5    | Edson Luques Bindilatti | Brasile       | 1400  |
| 6    | Shanwayne Stephens      | Giamaica      | 1196  |
| 7    | Dražen Silić            | Croazia       | 1084  |
| 8    | Evan O'Hanlon           | Australia     | 1060  |
| 9    | Adam Edelman            | Israele       | 948   |
| 10   | Pat Norton              | Canada        | 860   |